# 산 미니아토 알 몬테 성당
산 미니아토 알 몬테 성당 (Basilica di San Miniato al Monte)은 피렌체에 있는 바실리카 성당으로, 피렌체에서 가장 높은 고지 위에 위치했다. 토스카나에 있는 가장 뛰어난 로마네스크 건축물 중 하나이자 이탈리아 내 가장 경치가 뛰어난 교회 시설 중 하나로 손꼽힌다. 인접한 곳에 올리베타노회의 수도원이 있으며, 성당의 계단을 오를 때 오른쪽에서 볼 수 있다.

## 역사
성 미니아토 또는 미나스 (아르메니아어: Մինաս)는 로마 황제 데키우스 시절 로마군에서 복무했던 아르메니아의 대공이었다. 그는 운둔자가 되고 나서 기독교인이라는 이유로 비난을 받았고 피렌체의 문 앞에서 숙영 중이던 데키우스 황제의 앞에 끌려왔다. 황제는 그를 원형극장에 있는 짐승들에게 던져주라고 명했으나 원형극장에서 한 표범이 그에게 접근했지만 그를 잡아먹기를 거부하였다. 황제가 보는 앞에서 참수를 당한, 그는 잘린 머리를 집어 들고, 아르노강을 건넘 다음 그의 은둔지인 피오렌티누스 언덕(Mons Fiorentinus)으로 걸어갔다. 이후 이 지점에 한 성소가 세워졌고 8세기경에는 그 자리에 예배당이 있었다. 현재 교회의 건설은 1013년에 알리브란도 주교에 의해 시작됐고 신성 로마 황제 하인리히 2세의 기부를 받았다. 근처의 수도원은 베네딕토회 지역 사회로 시작하였고, 그 뒤에는 클뤼니계통의 수도회가 그 다음으로는 1373년에 올리베타노회가 들어섰으며, 이들이 아직까지 이 수도원을 운영하고 있다. 이곳 수도사들은 유명한 리큐어, 꿀, 허브차 등을 만들어, 성당 옆에 있는 가게에서 판매를 하고 있다.

## 내부

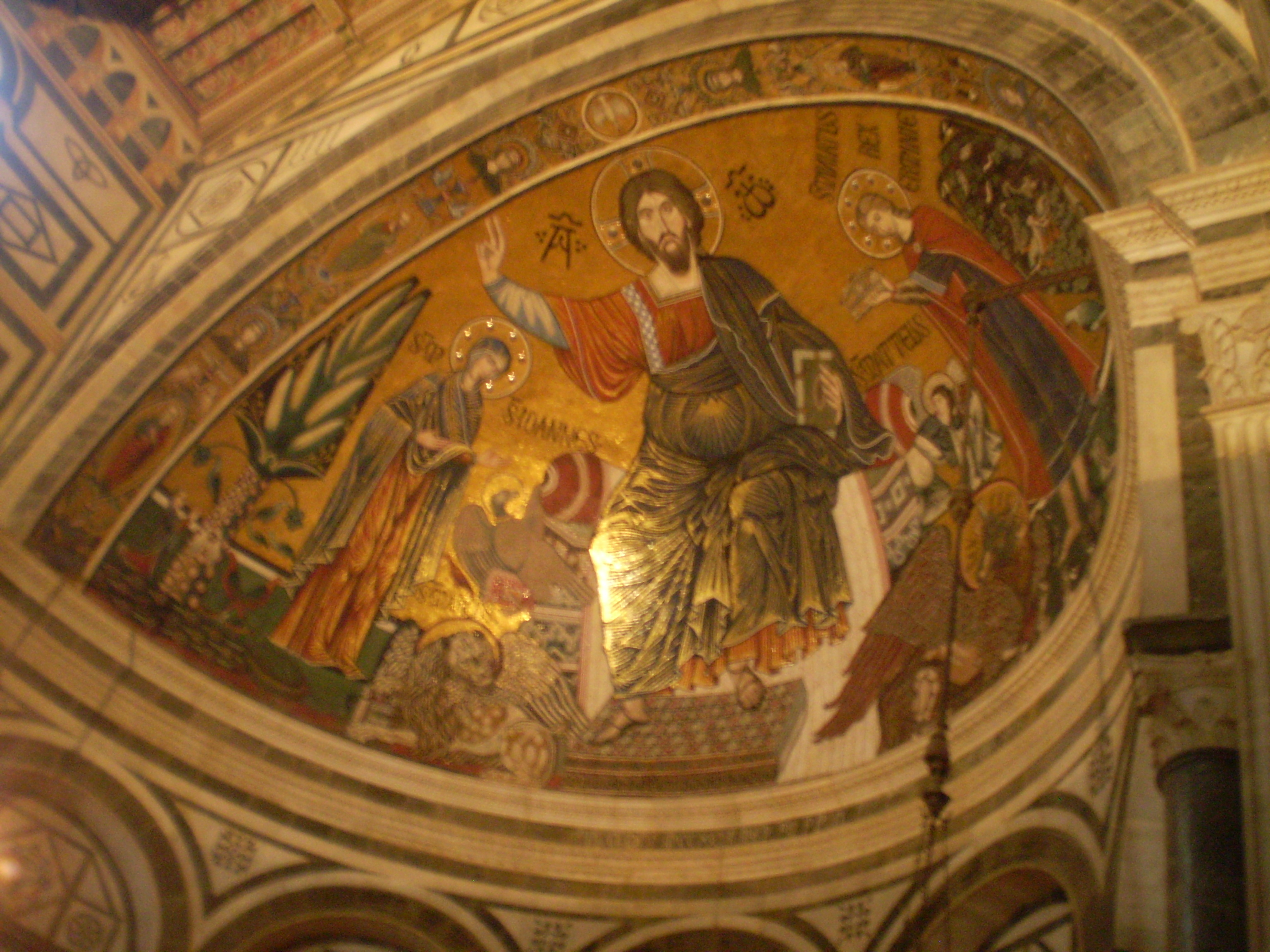
예수의 오른쪽에 왕관을 들고 있는 성 미니아토를 묘사한 모자이크. S. MINIATUS REX ERMINIE이라는 문구가 적혀 있다.

성당 내부는 넓은 지하 묘실 위에 설치된 단(壇) 위로 솟아있는 성가대석이 있는 초기 성당 특징 모습을 보이고 있다. 이곳은 처음 지어진 이후로 변화한 것이 거의 없다. 무늬가 들어간 바닥 포장은 1207년경의 것으로 추정한다. 신랑 중심부에는 독립적 구조를 이루고 있는 '십자가상의 예배당'(Cappella del Crocefisso)Chapel of the Crucifix)이 차지하고 있으며, 1448년에 미켈로초가 설계한 것이다. 본래 이 예배당에 현재 산타 트리니타 성당에서 소장하고 있는 기적의 십자고상이 있었던 곳이며 아뇰로 가디가 그린 것으로 추정되는 패널들로 장식되어 있다. 궁륭의 테라코타 장식은 루카 델라 로비아가 제작한 것이다.

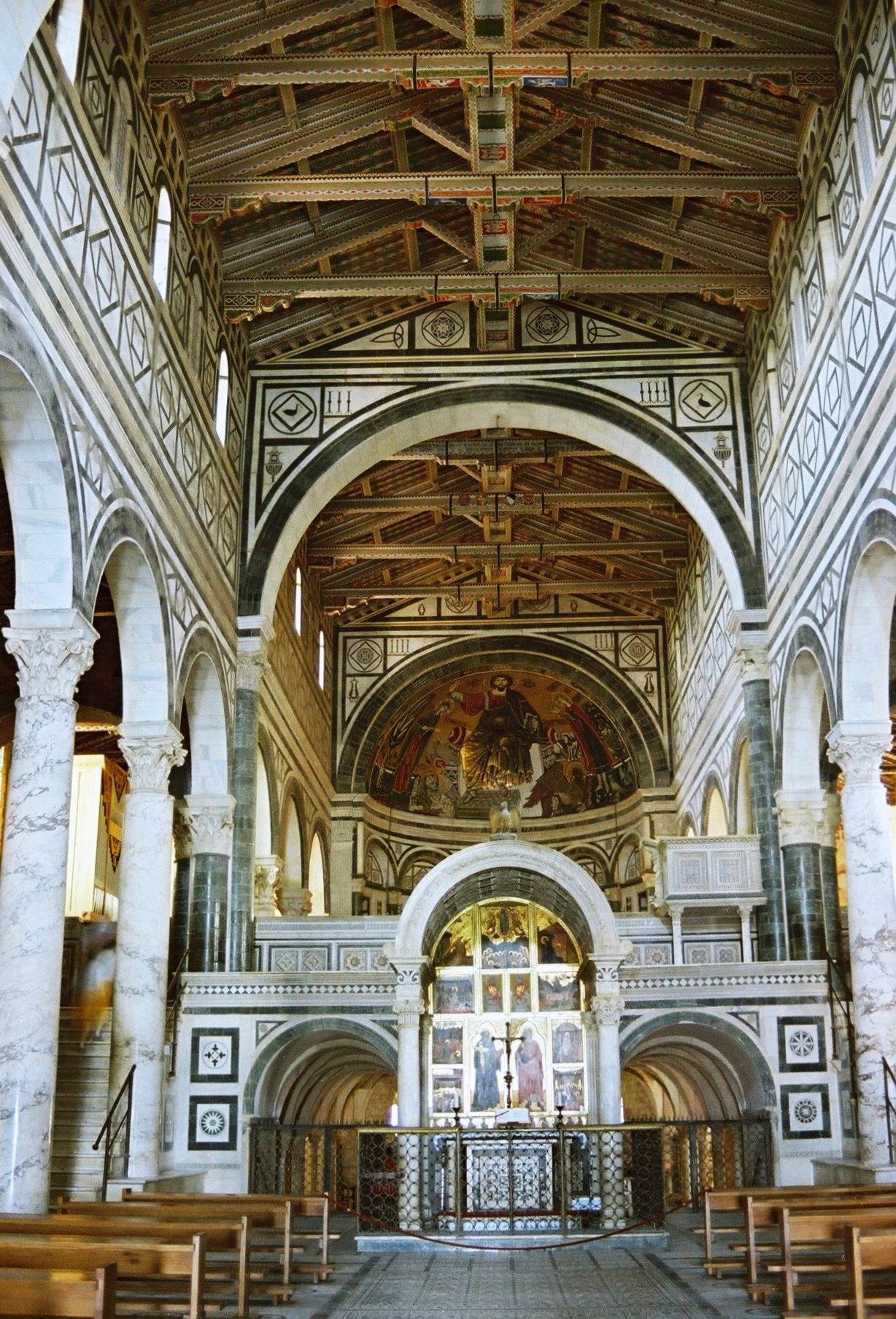
성당의 내부.

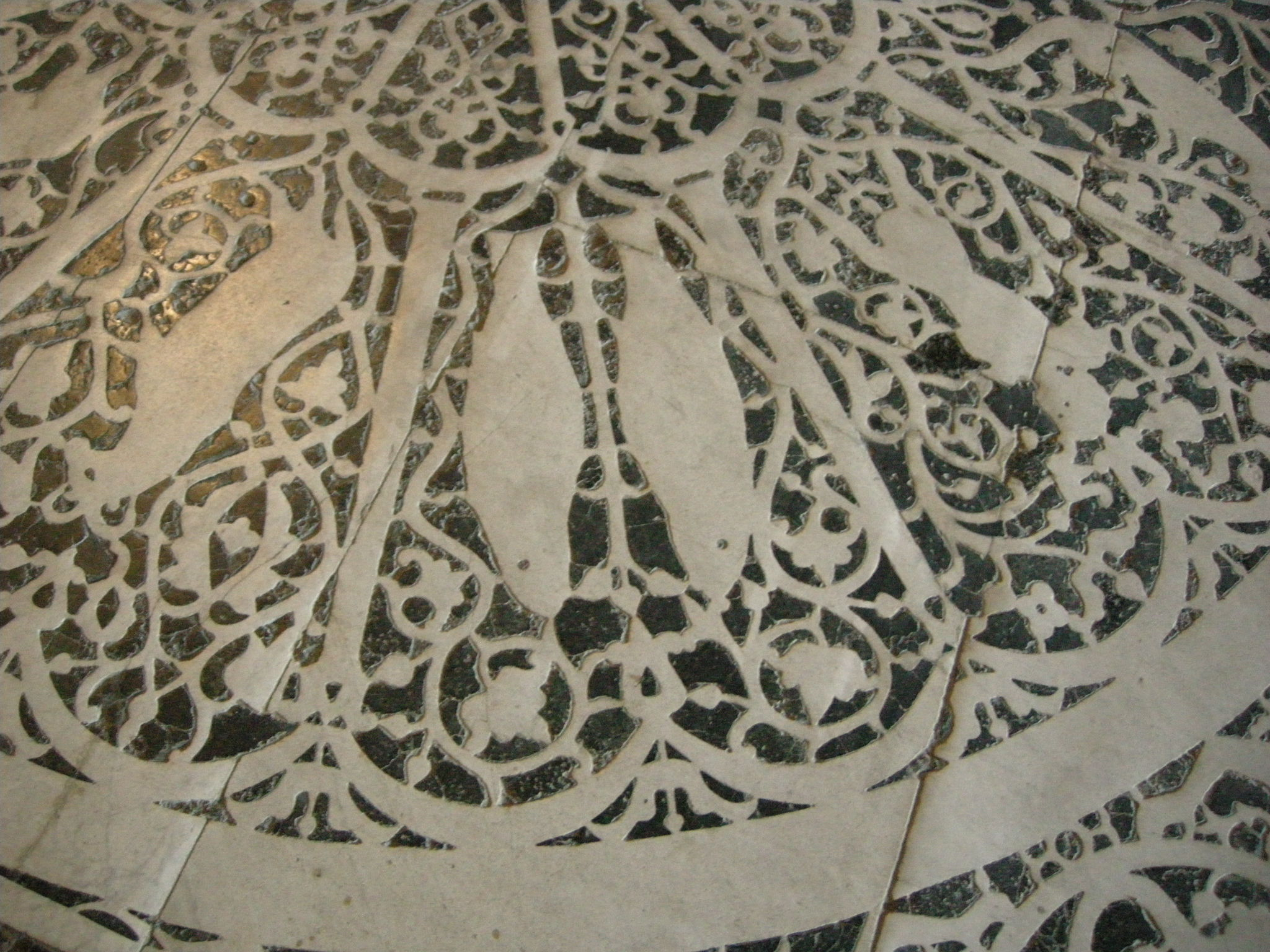
산 미니아토 성당의 오푸스 세크틸레 바닥에 있는 황도대

지하 묘실은 성당에서 가장 오래된 부분이고 주제단은 전해진 바에 따르면 성 미니아토의 유해가 있다고 한다 (그렇지만 그의 유해가 이 성당이 지어지기 전 메스로 옮겨졌다고 하는 증거도 존재한다). 궁륭에는 타데오 가디가 그린 프레스코가 있다.
솟아있는 성가대석과 사제석 등은 뛰어난 로마네스크풍 강대와 1207년에 만들어진 가림막이 있다. 애프스는 1297년경의 것으로 추정되는 아치형 천장에 그려져 있는 '성모와 성 미니아토 사이의 그리스도'라는 거대한 모자이크가 차지하고 있다. 이 그림과 동일한 주제가 성당의 파사드에 묘사되어 있고 마찬가지로 동일한 신원 미상의 예술가가 그린 것으로 추정한다. 주제단 위의 삽자고상은 루카 델라 로비아가 만든 것이다. 성구실은 스피넬로 아레티노가 제작한 성 베네딕토의 생애를 묘사한 대형 프레스코(1387년)로 장식되어 있다.

### 포르투갈 추기경의 예배당
'이탈리아 르네상스 시대 가장 뛰어난 장례 기념비 중 하나"로 평가되며 성당의 신랑 왼쪽에 위치한 포르투갈 추기경 예배당(Cappella del Cardinale del Portogallo)은 1459년에 피렌체에 포르투갈 대사로 근무하다 사망한 루시타니아의 자이므 추기경을 추도하기 위해 1473년에 지어졌다. 성당 내 유일한 무덤이다. 이 예배당은 피렌체의 뛰어난 예술가들의 합작 결과물이었으며 브루넬레스키의 동료인 안토니오 마네티가 설계하고, 그가 죽은 뒤 안토니오 로셀리노가 이어받아 완공하였다. 무덤 자체는 안토니오 로셀리노와 베르나르도 로셀리노가 만들었다. 예배당 장식은 알레소 발도비네티, 안토니오와 피에로 델 폴라이우올로 형제, 루카 델라 로비아 등이 담당했다.

## 외부
기하학적 무늬를 지닌 이곳 성당의 대리석 파사드는 1090년경에 지어진 것으로 추정되며, 파사드의 상단 부분은 12세기나 그 이후에 피렌체의 아르테 디 칼리말라 (모직물 조합 길드)의 재정 지원을 받아 만들어진 것인데, 이들 조합은 1288년까지 성당의 유지비를 책임졌었다. 파사드에 장식된 독수리가 모직물 조합의 상징이다.
종탑이 1499년에 철거되었다가 1523년에 새로 지어졌지만 완공되지는 못했다. 1530년에 피렌체 공성전이 진행되던 중 이곳을 방어군들은 공성 무기 기지로 사용했고 미켈란젤로는 적들의 화공으로부터 이곳을 보호하기 위해 매트리스로 건물을 덮었다.

## 교회 시설 단지

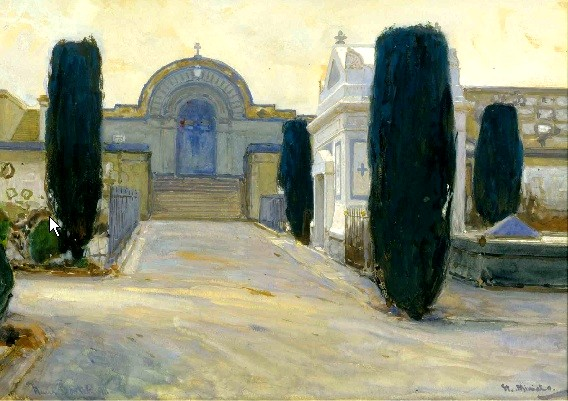
한스 폰 바르텔스가 그린 '산 미니아토 알 몬테 성당의 공동 묘지'.

성당과 인접한 곳에는 이르면 1426년에 설계되어 1443년부터 1450년대 중반에 걸쳐 건설된 뛰어난 클로이스터가 있다. 이곳은 베르나르도와 로셀리노 형제가 설계한 것이고, 피렌체의 무역상 조합 길드(Arte della Mercantia)가 자금 지원을 한 것이었으며, 1295년에 지어진 주교궁을 지켰으며 후에 군막사와 병원 시설로 사용되었다. 시설 단지 전체는 피렌체 공성전 기간 미켈란젤로가 급하게 지었고 1553년에 코시모 1세 데 메디치가 요새 (fortezza) 목적으로 확장시킨 방벽에 둘러 싸여 있다. 이 방벽은 현재 1854년에 설치된 대규모 기념 묘지인 '포르테 산테를 둘러 싸고 있다. 이곳에는 피노키오의 창작자인 카를로 콜로디, 정치인 조반니 스파돌리니, 화가 피에트로 안니고니, 시인이자 작가인 루이지 우골리니, 영화 제작자 마리오 체키 고리, 조각가 리베로 안드레오티, 에술가 마리아 루이사 우골리니 본타, 소프라노 마리에타 피콜로미니, 작가 조반니 파피니, 실험 물리학자 브루노 베네데토 로시, 영화 감독 겸 오페라 제작자 프랑코 체피렐리 등이 있다.

## 주요 행사
브라이언 드 팔마의 1976년 영화 '강박관념'의 주요 배경이었다.
2012년 6월 16일, 네덜란드의 부르봉파르마의 카롤리나 왕녀와 사업가 알베르트 브레닝크마이여의 결혼식이 열린 장소였다.

## 같이 보기
- 로마네스크 건축